# Sakyong Mipham Rinpoché
Ne doit pas être confondu avec Mipham Rinpoché.

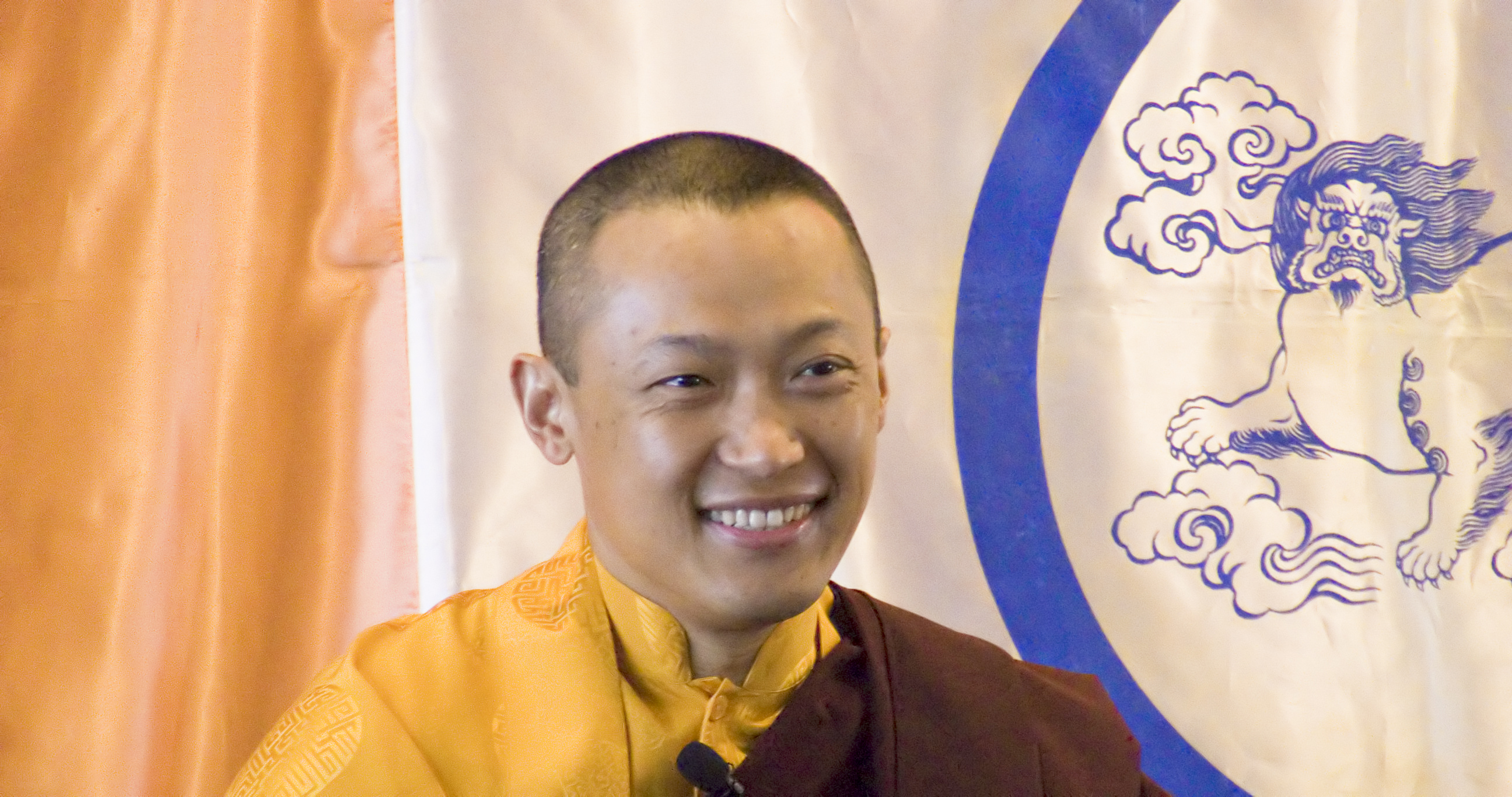
Sakyong Mipham Rinpoché, chef de la lignée bouddhiste Shambhala, 2007

Sakyong Mipham Rinpoché (né Ösel Rangdrol Mukpo à Bodh Gaya en décembre 1962) est un maître spirituel du bouddhisme tibétain formé dans les écoles Nyingma et Kagyu et considéré comme une réincarnation de Mipham Rinpoché. Il est le détenteur de la lignée bouddhiste Shambhala fondée par son père, Chogyam Trungpa Rinpoché. Il est marié à Khandro Tseyang Palmo.

## Biographie
Sakyong Mipham Jampal Trinley Dradül Rinpoche, fils aîné du Vidyadhara Chogyam Trungpa Rinpoché et de Könchok Paldrön, est né le 15 novembre 1962 en Inde, à Bodhgayâ, sous le nom de Ösel Rangdrol Mukpo. 
Ösel Rangdrol a passé les premières années de sa vie avec sa mère dans un village de réfugiés tibétains du Nord-Ouest de l'Inde. À l'âge de 7 ans il vient vivre avec son père au centre de méditation de Samye Ling en Écosse, puis en 1971, il rejoint son père et sa belle-mère - Diana Mukpo - à Boulder, dans le Colorado (USA). Il y poursuit ses études bouddhistes en même temps que son éducation occidentale. Il reçoit alors aussi une formation dans divers arts contemplatifs tels que le Kyudo (art du tir à l'arc japonais), la calligraphie, l'arrangement floral Ikebana, la cérémonie du thé et l'équitation.
Au cours d'une cérémonie en 1978, Chogyam Trungpa Rinpoché conféra à Ösel Rangdrol le titre de Sawang (« Seigneur de la Terre »). Chogyam Trungpa Rinpoché l'établit en même temps comme son héritier, en insistant particulièrement sur la propagation des enseignements Shambhala, qu'il pensait fondamentaux pour l'établissement du Dharma en Occident. Dans la perspective que son fils serait un jour intronisé Sakyong, comme il l'avait lui-même été, Chogyam Trungpa Rinpoché poursuivit la formation du Sawang en la suivant personnellement de très près.
Le Sawang reçut aussi de nombreux enseignements et pouvoirs de grands maîtres des lignées Kagyupa et Nyingmapa du bouddhisme tibétain, parmi lesquels le 16e Karmapa, Tenga Rinpoché, Kalou Rinpoché, Tulku Urgyen Rinpoché et Penor Rinpoché, alors à la tête de la lignée Nyingmapa. Le grand maître Nyingmapa, devenu lui aussi chef de la lignée Nyingmapa jusqu'à sa mort, Dilgo Khyentse Rinpoché fut comme un second père pour lui.
Tandis que le Sawang poursuivait ses études dans le système académique occidental en Angleterre, Dilgo Khyentse Rinpoché lui demanda de venir en Asie vivre et étudier sous sa direction, l'informant qu'il aurait à « prendre la responsabilité de poursuivre les enseignements de son père ». Après la mort de son père en 1987, le Sawang s'installa au Népal où il étudia avec Dilgo Khyentse Rinpoché pendant de nombreuses années.
En 1990, à la suite du décès du Régent Vajra Ösel Tendzin, qui remplissait, depuis la mort de Chogyam Trungpa Rinpoché, la fonction de chef des organisations que celui-ci avait fondées, Dilgo Khyentse Rinpoché, sachant les difficultés que rencontrait la communauté, demanda au Sawang de rentrer en Occident pour assumer ses responsabilités en prenant sa direction. Le Sawang commença alors à voyager pour enseigner à travers les États-Unis, le Canada et l'Europe, tout en continuant sa pratique personnelle de méditation et d'étude.
En 1990, sur requête de Dilgo Khyentse Rinpoché, le fils aîné de Chögyam Trungpa Rinpoché, le Sawang revint d'une période d'étude et de pratique avec Dilgo Khyentse Rinpoché au Népal, afin de prendre la tête de la communauté et diriger l'œuvre que son père, Chögyam Trungpa Rinpoché, avait commencée.
En 1992, alors qu'il dirigeait un programme de trois mois d'études et de méditation avancées, le Sawang annonça la création d'une organisation globale, Shambhala, pour regrouper les activités des nombreuses organisations fondées par Chogyam Trungpa Rinpoché. Shambhala inclut à présent Vajradhatu, voie d'enseignements bouddhistes traditionnels, l'Apprentissage Shambhala, programme séculier de méditation et de l'art du guerrier et la Fondation Nalanda qui est dédiée aux programmes éducatifs, sociaux et artistiques. Selon les termes du Sawang, la ligne directrice de Shambhala International est de permettre « à toutes les traditions dont nous avons hérité de s'épanouir chacune à leur propre façon ».
En mai 1995, alors que l'organisation fêtait ses 25 ans, que les centres Shambhala se développaient à travers le monde et que la communauté de Nouvelle-Écosse était bien établie, le Sawang fut formellement intronisé Sakyong, chef à la fois des aspects spirituels et séculiers de Shambhala. La cérémonie d'intronisation du Sakyong, qui avait été dans le passé réalisée pour son père, Chogyam Trungpa Rinpoché, fut dirigée par Penor Rinpoché. Pendant la cérémonie, il confirma le Sawang comme Mipham Rinpoché, descendant de Mipham Jamyang Namgyal, maître de méditation tibétain vénéré et savant du XIXe siècle, et lui conféra le titre de Sakyong. Le Sakyong ou « Protecteur de la Terre » a pour fonction d'inspirer le sens du sacré, le souci des autres et la bonté fondamentale à la fois aux individus et à la société dans son ensemble. L'intronisation a formalisé l'engagement pour la vie du Sakyong Mipham Rinpoche à œuvrer avec les autres pour la création d'une société éveillée.

## Ses actions
Le monastère de Surmang, siège de  Chögyam Trungpa Rinpoché fut détruit à la fin des années 1950 à la suite de l'invasion militaire chinoise du Tibet puis pendant la révolution culturelle et mal reconstruit dans les années 1980. La Fondation Konchok, créée par Sakyong Mipham Rinpoché a pour but la reconstruction du monastère de la lignée des Trungpa, autorité spirituelle et temporelle de la région du Surmang au Tibet.

## Accusations d'abus sexuels et démissions
Sakyong Mipham a été accusé d'avoir abusé sexuellement de plusieurs de ses étudiantes, notamment sous l'emprise de l'alcool qu'il consomme avec excès. Si elles refusaient, il les évinçait de son cercle. Certaines victimes déclarent que des dirigeants de la communauté Shambala étaient au courant de ces pratiques. Plusieurs membres du conseil démissionnent à l'annonce publique de cette affaire,,. Sakyong Mipham a donné son aval à l’enquête, et a démissionné de toutes ses fonctions, tant au sein de Shambala qu' à l'Université Naropa. Avec Sogyal Rinpoché, Rigdzin Namkha Gyatso Rinpoché, Tulku Lobsang et Robert Spatz, un citoyen belge associé à Ogyen Kunzang Chöling, il est un des cinq enseignants du bouddhisme tibétain qui sont accusés d’inconduite sexuelle dans une pétition portée par un groupe de 12 personnes qui ont rencontré à leur demande le 14e dalaï-lama en visite aux Pays-Bas,,. Contacté par Radio Free Asia, Tulku Lobsang déclare n'être informé d'aucune affaire d'abus sexuel contre lui ou son groupe, de même un représentant de Namkha rejette les allégationsLors de la réunion qui dura 20 minutes, le dalaï-lama a déclaré aux participants qu'il aborderait la question des abus dans les communautés bouddhistes tibétaines lorsqu'il rencontrerait des chefs religieux tibétains en Inde en novembre 2018, mais à la suite de la mort de Kathok Getse Rinpoché, chef de l'école nyingma du bouddhisme tibétain, cette rencontre a été ensuite annulée et renvoyée sine die,,.